# Hamvār Kandī
Hamvār Kandī (persiska: هموار كندی, Hāmār Kandī, هامار كَندی) är en ort i Iran.   Den ligger i provinsen Ardabil, i den nordvästra delen av landet, 500 km nordväst om huvudstaden Teheran. Hamvār Kandī ligger 697 meter över havet och antalet invånare är 138.
Terrängen runt Hamvār Kandī är kuperad. Runt Hamvār Kandī är det ganska tätbefolkat, med 58 invånare per kvadratkilometer. Närmaste större samhälle är Takānlū, 15,2 km söder om Hamvār Kandī. Trakten runt Hamvār Kandī består till största delen av jordbruksmark.